# Eleonora Telles de Menezes
Eleonora Telles de Menezes, Eleonora di Castiglia. Eleonora anche in latino e in fiammingo, Leonor in aragonese, in spagnolo, in basco, in galiziano, in asturiano e in portoghese, Elionor in catalano, Alienor in occitano, Eléonore in francese, Eleanor in inglese e Eleonore in tedesco (Trás-os-Montes, 1350 circa – Tordesillas, 27 aprile 1386), dapprima amante del re Ferdinando del Portogallo, poi regina consorte del Portogallo e dell'Algarve dal 1372 al 1383 ed infine reggente del Portogallo per la figlia Beatrice dal 1383 al 1385.

## Origine[1]
Era figlia di Martino Alfonso Telles de Menezes e di Aldonza Anes de Vasconcelos, discendente dalla regina consorte del León Teresa del Portogallo, figlia illegittima del re del Portogallo Sancho I.

## Biografia
Eleonora contrasse un primo matrimonio con un nobile portoghese, Giovanni Lourenço da Cunha.
Non si sa esattamente quando ma pare la conoscenza con Ferdinando I re del Portogallo avvenne quando questi era ancora l'erede al trono del Portogallo, in un giorno in cui Eleonora era andata a far visita a sua sorella, Maria Telles de Menezes, dama di compagnia di Beatrice, sorellastra di Ferdinando; pare che in quell'occasione ella riuscì a sedurlo, dando inizio a una relazione tra i due.
Divenuto re del Portogallo, nel 1369, Ferdinando, dopo una prima guerra tra Portogallo e Castiglia, per la successione al trono di Castiglia, con la pace di Alcoutim del 1371, concordò il suo matrimonio con la figlia del re di Castiglia Enrico di Trastamara, Eleonora.
Ma dato che, in quel periodo, Ferdinando coltivava la sua relazione con Eleonora Telles de Menezes, ed era in attesa dell'annullamento della precedente unione di lei, il progettato matrimonio con Eleonora di Trastamara non fu mai celebrato.
Anzi Ferdinando, essendo riuscito, nel 1372, a fare annullare, a motivo della consanguineità, il precedente matrimonio di Eleonora con Giovanni Lourenço da Cunha, poté sposare la sua amante nel monastero di Leça do Balio, a Matosinhos, nel marzo di quello stesso anno.
La regina ricevette una ricca donazione di rendite di diverse città, tra cui Abrantes, Almada, Sintra, Torres Vedras, Alenquer, Óbidos, Aveiro.
Nel 1379, il marito, il re Ferdinando, dopo la morte dei figli maschi, aveva designato il fratellastro, Giovanni, figlio del re del Portogallo Pietro I il Giustiziere e della sua terza moglie, Inés de Castro, come suo erede; ma la moglie, la regina consorte, Eleonora Telles de Menezes, rivendicando gli interessi della figlia, Beatrice si oppose e Giovanni fu costretto a fuggire in Castiglia.
Dopo la pace tra Portogallo e Castiglia, siglata a Elvas nell'agosto del 1382, a garanzia dell'accordo, l'erede al trono del Portogallo, Beatrice venne promessa in sposa a Ferdinando, il più giovane dei figli del re di Castiglia, Giovanni I; essendo però, il 13 agosto, morta la moglie di Giovanni I, Eleonora d'Aragona, Giovanni I sostituì il figlio, nel contratto di matrimonio.
Il contratto di matrimonio prevedeva la clausola che finché un figlio di Beatrice non avesse raggiunto l'età di 14 anni, in caso di morte di Ferdinando la reggenza sarebbe stata della regina, Eleonora Telles de Menezes.
Beatrice del Portogallo, futura regina del Portogallo sposò Giovanni I di Trastamara, nell'aprile del 1383, nella cattedrale di Badajoz.

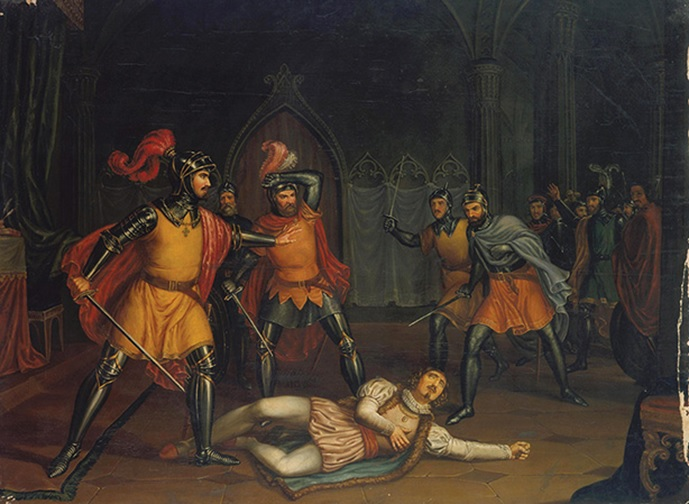
Morte del Conte Andeiro (Museo Nazionale Soares dos Reis, Porto)

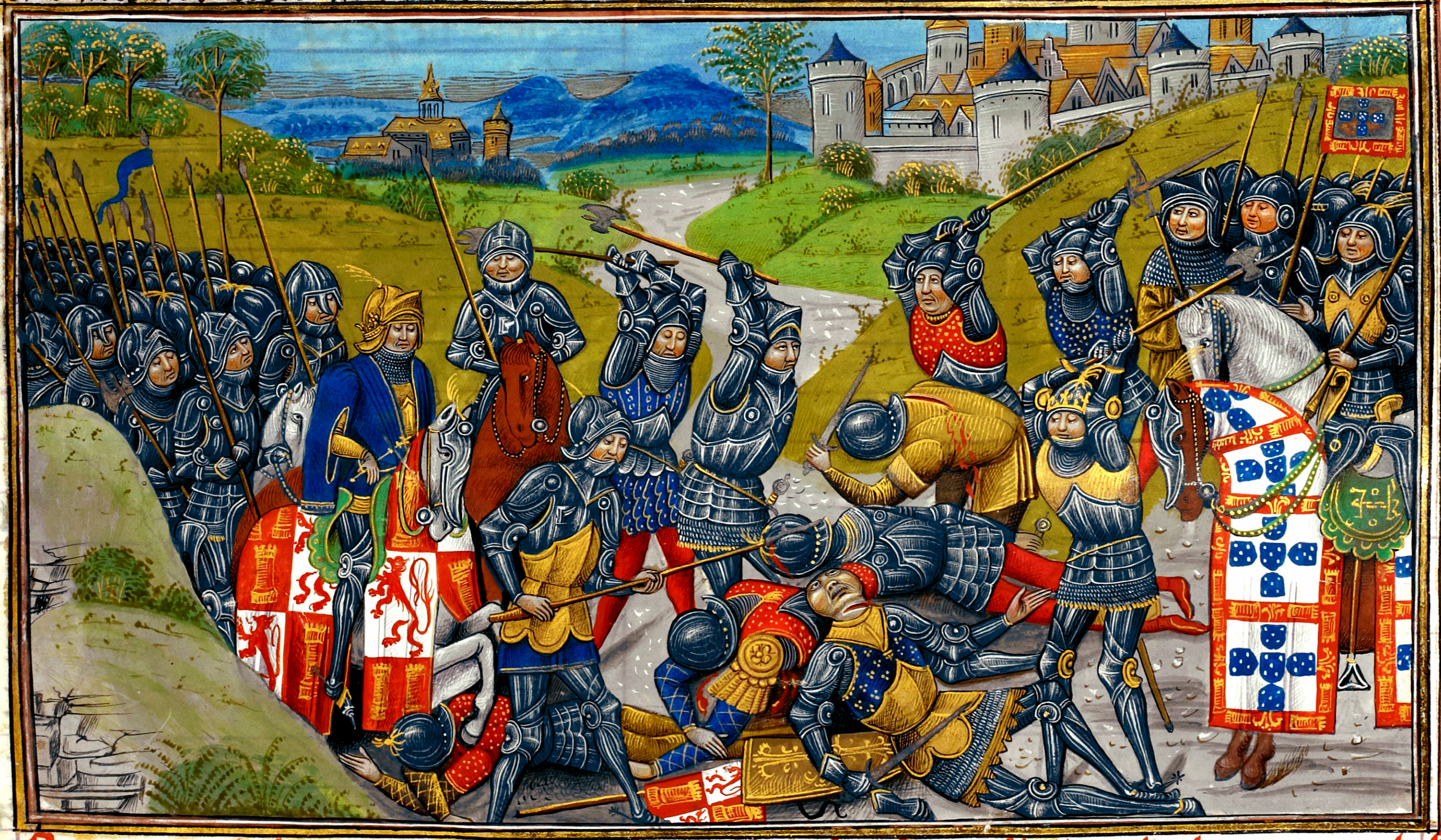
Il genio militare di Nuno Álvares Pereira fu decisivo nella battaglia di Aljubarrota

Nell'ottobre del 1383, alla morte di Ferdinando del Portogallo, come da accordi prematrimoniali, la regina Eleonora assunse la reggenza del regno portoghese per conto della figlia Beatrice. Ma in Portogallo non tutti accettarono la situazione sia per la sua fama di adultera sia perché, nel caso Beatrice fosse premorta a Giovanni di Castiglia, il Portogallo si sarebbero trovato con un re straniero.
In questa situazione di malcontento, due persone di rango reale, fratellastri del defunto re Ferdinando, venivano indicate come degne di poter salire sul trono del Portogallo e quindi contendere il trono a Beatrice:
- il già citato, Giovanni del Portogallo, divenuto duca di Valencia de Campos, che si era rifugiato in Castiglia, e
- Giovanni di Aviz, Gran Maestro dell'Ordine d'Aviz, che era figlio del re del Portogallo Pietro I il Giustiziere e della sua amante, Teresa Gille Lourenço, figlia di un mercante di Lisbona, Lourenço Martins.

Un gruppo di nobili, tra cui Nuno Álvares Pereira, nel dicembre del 1383, proclamò Giovanni di Aviz difensore del regno e quest'ultimo, oltre a decretarne l'esecuzione, assassinò pure il filocastigliano Andeiro, anche per la sua scandalosa condotta con la reggente, divenendo così la guida della rivolta contro la reggente.
Eleonora, ritiratasi a Santarem, città a lei fedele, nel gennaio del 1384, chiamò in suo aiuto Giovanni di Castiglia che invase il Portogallo e subentrò ad Eleonora Telles de Menezes nel governo del paese.
Nel mese di maggio, Giovanni mise l'assedio a Lisbona, mentre Porto, dopo aver aderito alla causa autonomista (anticastigliana), prima respinse un attacco di truppe castigliane provenienti dalla Galizia guidate dell'arcivescovo di Compostela, poi inviò, in aiuto di Lisbona, uno squadrone che, forzato il blocco castigliano sul Tago, ruppe l'assedio, nel mese di agosto.
Tra gli assedianti si era diffusa la peste e, quando la moglie Beatrice si ammalò, Giovanni rientrò in Castiglia, nel mese di settembre, mentre Eleonora rimase a Santarem per proseguire la guerra civile (conosciuta come Crisi del 1383-1385 o come Interregnum).
Nell'aprile del 1385, le Cortes portoghesi furono convocate a Coimbra, per decidere della successione alla corona: gli autonomisti erano ancora divisi tra il difensore del regno, Giovanni di Aviz e l'altro Giovanni, il duca di Valencia de Campos (un feudo leonese). Tra i due cognati della reggente fu scelto Giovanni di Aviz, che, oltre ad aver combattuto nella guerra civile, aveva anche l'appoggio di Nuno Álvares Pereira, che quindi divenne re ed assunse il nome di Giovanni I.
Nella primavera del 1385, Giovanni I di Castiglia inviò la flotta alla foce del Tago per porre il blocco a Lisbona, mentre lui invase il Portogallo, a giugno, con un esercito di 32 000 uomini, tra castigliani e francesi. Il re del Portogallo poteva opporre solo 6 500 uomini (inclusi 200 arcieri inglesi), tutti appiedati, condotti da Nuno Álvares Pereira; lo scontro avvenne il 14 agosto del 1385 ad Aljubarrota, Alcobaça (Portogallo) e la vittoria fu così netta che i portoghesi entrarono in Castiglia e, il 15 ottobre, sconfissero nuovamente i castigliani a Valverde.
Dopo la sconfitta delle armi castigliane, Eleonora Telles de Menezes si dovette rifugiare in Castiglia, nel monastero di Tordesillas, dove, il 27 aprile 1386, morì.
Eleonora Telles de Menezes fu tumulata nel convento dell'Ordine di Santa Maria della Mercede in Valladolid.

## Figli[3][5][6][7]
Eleonora aveva dato un figlio anche al primo marito, Giovanni Lourenço da Cunha: 
- Alvaro da Cunha

Eleonora a Ferdinando diede tre figli:
- Giovanni del Portogallo (1370), nato prima del matrimonio
- Alfonso del Portogallo (1371), nato prima del matrimonio
- Beatrice del Portogallo (1372-1410), regina de jure del Portogallo tra il 1383 ed il 1385, sposò nel 1383 Giovanni I di Castiglia